# Остров (Селивановское сельское поселение)
Остров — деревня в Селивановском сельском поселении Волховского района Ленинградской области.

## История
На карте Санкт-Петербургской губернии Ф. Ф. Шуберта 1834 года упоминается деревня Остров, состоящая из 38 крестьянских дворов.

ЛУНГАЦКИЙ ОСТРОВ — деревня принадлежит Казённому ведомству, число жителей по ревизии: 107 м. п., 115 ж. п. (1838 год)

Деревня Остров из 38 дворов отмечена на карте Ф. Ф. Шуберта 1844 года.

ЛУНГАДСКИЙ ОСТРОВ — деревня Ведомства государственного имущества, по просёлочной дороге, число дворов — 41, число душ — 94 м. п. (1856 год)

ЛУНГАДСКИЙ (ЛУНГАЧСКИЙ) ОСТРОВ — деревня казённая при колодце, число дворов — 51, число жителей: 118 м. п., 130 ж. п.; Часовня православная. (1862 год)

Сборник Центрального статистического комитета описывал её так:

ЛУНГАЧСКИЙ ОСТРОВ — деревня бывшая государственная, дворов — 48, жителей — 255; Часовня, 2 лавки. (1885 год)

Согласно епархиальным сведениям 1899 года деревня относилась к приходу Крестовоздвиженской (ранее Воскресенской, Воскресенского Масельгского погоста) церкви в селе Лунгачи.
В конце XIX — начале XX века деревня административно относилась к Шахновской волости 3-го стана Новоладожского уезда Санкт-Петербургской губернии.
По данным «Памятной книжки Санкт-Петербургской губернии» за 1905 год деревня называлась Лунгачский-Остров.

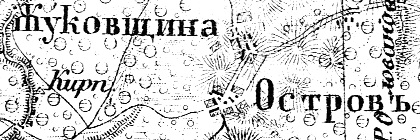
Деревня Остров на карте 1915 года

Согласно карте Петроградской и Новгородской губерний издания 1915 года деревня называлась Остров.
С 1917 по 1923 год деревня Лунгачский Остров входила в состав Лунгачского сельсовета Шахновской волости Новоладожского уезда.
С 1923 года в составе Островского сельсовета Колчановской волости Волховского уезда.
С 1924 года в составе Низинского сельсовета.
С 1 января 1927 года деревня Лунгачский Остров учитывается областными административными данными, как деревня Остров. С 1 августа 1927 года, в составе Волховского района.
По данным 1933 года деревня Остров входила в состав Низинского сельсовета Волховского района.
В 1939 году население деревни составляло 326 человек.

Деревня Остров на карте 1940 года

С 1946 года в составе Новоладожского района.
С 1950 года в составе Потанинского сельсовета.
С 1954 года вновь в составе Низинского сельсовета.
В 1961 году население деревни составляло 129 человек.
С 1963 года вновь в составе Волховского района.
По данным 1966 и 1973 годов деревня Остров также входила в состав Низинского сельсовета.
По данным 1990 года деревня Остров входила в состав Селивановского сельсовета.
В 1997 году в деревне Остров Селивановской волости проживали 2 человека, в 2002 году — 6 человек (все русские).
В 2007 году в деревне Остров Селивановского СП — 3 человека.

## География
Деревня расположена в северо-восточной части района близ автодороги 41К-405 (Низино — Лунгачи — Телжево).
Расстояние до административного центра поселения — 8 км.
Деревня находится к западу от железнодорожной линии Волховстрой I — Лодейное Поле.
Расстояние до ближайшей железнодорожной станции Лунгачи — 3 км.

## Демография
| 1862 | 2007 | 2010 | 2017 |
| ---- | ---- | ---- | ---- |
| 248  | ↘3   | ↗12  | ↗16  |

### Национальный состав
Согласно данным Всероссийской переписи населения 2021 года в деревне проживали 13 человек, все русские.